# Кьовенда, Эмилио
Эми́лио Кьове́нда (итал. Emilio Chiovenda; 1871—1941) — итальянский ботаник и врач.

## Биография
Эмилио Кьовенда родился 18 мая 1871 года в Риме.
Учился в Римском университете, в 1898 году окончил его со степенью бакалавра по естественным наукам. С 1896 года изучал ботанику с профессором П. Р. Пироттой. Вместе они начали подготавливать книгу по флоре римских окрестностей Flora Romana, однако эта работа никогда не была издана.
Затем Кьовенда определял и описывал растения по образцам, привозимым из Эфиопии и Сомали итальянскими путешественниками. В 1904 году был создан Колониальный гербарий, впоследствии его хранителем был назначен Эмилио. В 1909 году Кьовенда сам отправился в Африку. Он путешествовал по Эфиопии и Эритрее, стал одним из ведущих специалистов по флоре восточной Африки.
Также Кьовенда изучал флору Юго-Восточной и Средней Азии и Новой Зеландии, однако его вклад во флору этих регионов менее известен.
В 1915 году Эмилио переехал из Рима во Флоренцию. В 1926 году учёный был назначен профессором ботаники Катанийского университета, через три года, в 1929 году, стал директором Катанийского ботанического сада. С 1930 года он работал в Университете Модены и Реджо-Эмилии, в 1936 году переехал в Болонью, где стал директором ботанического сада.
Эмилио Кьовенда скончался 19 февраля 1941 года в Болонье.

## Некоторые научные работы
- Chiovenda, E. (1929—1936). Flora Somala. Pubblicazione a cure del ministerio delle colonie. Roma, Modena, Siena. 3 vols.

## Роды и некоторые виды растений, названные в честь Э. Кьовенды
- Chiovendaea Speg., 1917 [syn.  Coursetia DC., 1825]
- Carex chiovendae Pamp., 1915
- Commiphora chiovendana J.B.Gillett ex Thulin, 2001
- Emilia chiovendeana (Muschl.) Lisowski, 1991
- Oldenlandia chiovendae (Bremek.) Verdc., 1974